# Снецкое
Снецко́е — деревня в Железногорском районе Курской области. Входит в состав Кармановского сельсовета.

## География
Расположена в 24 км к юго-западу от Железногорска на ручье Мокрыж, притоке Свапы. Высота над уровнем моря — 183 м. Снецкое окружено полями, лесных массивов вблизи нет. Ближайший населённый пункт, деревня Мокрыж, расположена к северу от Снецкого.

## Этимология
Деревня получила название от фамилии служилого человека Гаврилы Смецкого, владевшего здесь землями в первой половине XVII века. В источниках XVIII века селение упоминается как слободка Смецкая, впоследствии название преобразовалось в Снецкое.

## История
Наиболее раннее упоминание об имении Гаврилы Смецкого в Усожском стане Курского уезда содержится в Отказной книге 1644 года:
Отказано (т.е. передано) мая 23-го Авилу Митрофанову сыну Локтионову поместье Гаврилы Смецкого Курского уезда Усожского стана в разных урочищах
В документе 1649 года конкретизируется, что Гаврила Смецкой ранее владел имением в том числе и на ручье Мокрыже.
Первое непосредственное упоминание слободки Смецкой содержится в Писцовой книге 1710 года. В то время селение состояло из 4-х крестьянских дворов и принадлежало помещикам Анненковым. С начала XVIII века Снецкое было частью прихода храма Параскевы Пятницы села Погорельцево.
C середины XVIII века Снецким владел помещик Иван Петрович Анненков, после смерти которого в 1784 году слободка перешла к его сыну — Петру Ивановичу Анненкову. Вплоть до отмены крепостного права в 1861 году деревню населяли крестьяне, принадлежавшие помещикам. На 1 января 1813 года П. И. Анненкову в Снецком принадлежало 238 душ мужского пола, т.е. население деревни в то время составляло около 480 человек. По данным 7-й ревизии 1835 года в Снецком было 32 двора, проживало 483 человека обоих полов. 
К середине XIX века население деревни сократилось. По данным 9-й ревизии 1850 года крестьяне Снецкого (142 души мужского пола) принадлежали помещице Олимпиаде Викторовне Ясинской. В 1862 году в бывшей владельческой деревне Снецкое было 32 двора, проживало 300 человек (128 мужчин и 172 женщины). 
По данным 1883 года деревня состояла из одной крестьянской общины. В 1897 году в слободе Снецкой проживал 501 человек (239 мужского пола и 262 женского); всё население исповедовало православие. В 1900 году в деревне проживало 494 человека (233 мужского пола и 261 женского), а в 1905 году — 495 (242 мужского пола и 253 женского).
В 1911 году в Снецком была открыта земская школа, однако уже в 1912 году её здание сгорело. Занятия возобновились только в 1913 году. После революции 1917 года Снецкая земская школа была преобразована в школу 1-й ступени, однако в 1923 году она была закрыта, а её ученики переведены в школу деревни Мокрыж.
В 1920 году в деревне был 121 двор. В 1930 году в Снецком был организован колхоз «Серп и молот», однако многие хозяйства деревни были зажиточными и отказались в него вступать. За это более 20 жителей деревни подверглись репрессиям. Однако, до начала 1950-х годов более десятка хозяйств в Снецком оставались единоличными. 
В начале 1930-х годов в Снецком вновь была открыта школа — начальная. Позже, в 1940-е годы, при ней действовала вечерняя школа сельской молодежи. В 1937 году в деревне было 177 дворов. 
Во время Великой Отечественной войны, с октября 1941 года по февраль 1943 года, деревня находилась в зоне немецко-фашистской оккупации. Освобождена 12 февраля 1943 года 712-м стрелковым полком. 
Председателями снецкого колхоза «Серп и молот» в 1940-е годы были Андрей Иванович Темнов (1943—1944), М. Сумин (1947) и другие. 
В 1950 году колхоз «Серп и молот» и колхоз имени Ворошилова (д. Мокрыж) были объединены в артель имени Куйбышева с центральной усадьбой в Снецком. Председателями укрупнённого хозяйства были Иван Яковлевич Тараборкин (1950—1952), Иван Михайлович Путилов (1952—1967), В. Ф. Данилов (1967—1969), Александр Сергеевич Зевакин (1969—1972), Александр Григорьевич Белоглазов (1972—1977), В. В. Сумин (1977—1981), Лидия Егоровна Колупаева (1981—1989), И. С. Бирюков (1989—1991).
В 1967 году в Снецком был открыт Дом Культуры «Спутник», несколько позже появились библиотека и фельдшерско-акушерский пункт, с 1980-х годов действовало почтовое отделение. Однако в этот период население Снецкого уже только сокращалось.
В 1991 году колхоз имени Куйбышева был реорганизован в сельскохозяйственную артель «Дружба». С 1994 года более 20 лет хозяйство возглавлял Иван Васильевич Полетаев.
В 2011 году из-за отсутствия учеников была закрыта Снецкая школа. Её последним директором была Светлана Александровна Филатова.

## Административная принадлежность
- 16ХХ—1779 годы — в составе Усожского стана Курского уезда
- 1779—1861 годы — в составе Дмитриевского уезда
- 1861—188Х годы — в составе Кармановской волости Дмитриевского уезда
- 188Х—1918 годы — в составе Генеральшинской волости Дмитриевского уезда
- 1918—1923 годы — в составе Снецкого сельсовета Генеральшинской волости Дмитриевского уезда
- 1924—1928 годы — в составе Мокрыжанского сельсовета Льговского уезда
- 1928—1930 годы — в составе Мокрыжанского сельсовета Дмитриевского района
- 1930—1935 годы — в составе Погорельцевского сельсовета Дмитриевского района
- 1935—1963 годы — в составе Погорельцевского сельсовета Михайловского района
- 1963—1965 годы — в составе Погорельцевского сельсовета Дмитриевского района
- 1965—1989 годы — в составе Погорельцевского сельсовета Железногорского района
- 1989—2017 годы — административный центр Снецкого сельсовета Железногорского района
- С 2017 года — в составе Кармановского сельсовета Железногорского района

## Население
| 1835 | 1862 | 1883 | 1897 | 1905 | 1979 | 2002 |
| ---- | ---- | ---- | ---- | ---- | ---- | ---- |
| 483  | ↘300 | ↗514 | ↘501 | ↘495 | ↘335 | ↘234 |
| 2010 |      |      |      |      |      |      |
| ↘147 |      |      |      |      |      |      |

## Исторические фамилии
Издавна в Снецком жили люди с фамилиями: Даниловы, Карпачевы, Козлитины, Козловы, Лавровы, Полетаевы, Русановы, Сазоновы, Степановы, Сумины, Токмаковы.

## Улицы
В деревне 2 официальные улицы:
- Молодёжная
- Центральная

Также в Снецком сохранились исторические названия частей деревни: Дерибасово, Прищеповка, Акулинский край.